# Тобельцен
Тобельцен — потухший вулкан, расположенный на полуострове Камчатка (Россия).
Располагается на севере Камчатки, в отрогах Срединного хребта у истоков реки Воямполки.
Абсолютная высота — 832 м.
Деятельность вулкана относится к голоцену. Это самый северный вулканический прорыв среди голоценовых камчатских вулканов.